# (210433) Ullithiele
(210433) Ullithiele est un astéroïde de la ceinture principale.

## Description
(210433) Ullithiele est un astéroïde de la ceinture principale. Il fut découvert le 21 décembre 2008 à Calar Alto par Felix Hormuth. Il présente une orbite caractérisée par un demi-grand axe de 2,90 UA, une excentricité de 0,06 et une inclinaison de 3,1° par rapport à l'écliptique.

## Compléments